# Championnats de France de pétanque 2019
Navigation
Édition précédente Édition suivante
Les championnats de France de pétanque 2019 est une édition des championnats de France de pétanque. 

## Présentation
Cette compétition constitue la 74e édition du triplette sénior masculin, la 50e édition du doublette sénior masculin, la 54e édition du tête à tête sénior masculin, la 17e édition du triplette sénior féminin, la 44e édition du doublette sénior féminin, la 6e édition du tête à tête sénior féminin, la 27e édition du doublette sénior mixte, la 62e édition du triplette junior, la 51e édition du triplette cadet, la 36e édition du triplette minime et la 25e édition du triplette vétéran. Elle se déroule à Fréjus (Var) du 22 au 23 juin 2019 pour le triplette sénior masculin ; à Dijon (Côte-d'Or) du 31 août au 1 septembre 2019 pour le doublette sénior masculin et tête à tête sénior féminin ; à Rumilly (Haute-Savoie) du 6 au 7 juillet 2019 pour le tête à tête sénior masculin et doublette sénior féminin ; à Saverdun (Ariège) du 20 au 21 juillet 2019 pour le triplette sénior féminin ; à Limoges (Seine-Maritime) du 29 au 30 juin 2019 pour le doublette sénior mixte ; à Nevers (Nièvre) du 24 au 25 août 2019 pour le triplette junior, cadet et minime ; et à Charnay-lès-Mâcon (Saône-et-Loire) du 10 au 11 juillet 2019 pour le triplette vétéran.

## Résultats

### Triplette sénior masculin[2]
| Equipe                                              | Score | Equipe                                              |
| --------------------------------------------------- | ----- | --------------------------------------------------- |
| Pascal Milei, Philippe Zigler et Emmanuel Lucien    | 13-8  | Henri Lacroix, Stéphane Robineau et Dylan Rocher    |
| Gérard Delom, Pierre Benoni et Frédéric Cazes       | 13-3  | Benji Renaud, Ludovic Montoro et Frédéric Bauer     |
| Bryan Faurel, Sony Faurel et Raymond-Georges Faurel | 13-11 | Gianni Salaris, Emmanuel Gerardot et Patrice Naulot |
| Christian Fazzino, Joseph Molinas et Kévin Malbec   | 13-1  | Nicolas Perry, Thierry Snel et Tony Ulhmann         |
| David Riviera, Jérémy Fernandez et Mickaël Bonetto  | 13-3  | Jérôme Nouzeran, Pascal Cusin et Alain Dupont       |
| Kevin Prud'homme, Georges Feltain et Winter Claudy  | 13-5  | Angelo Coppola, Ewen Pele et Sébastien Le Vilain    |
| Yohan Cousin, Jessy Tessier et Cédric Lefoll        | 13-10 | Manuel Da Silva, William Dauphant et Bruno Gire     |
| Jean-Marc Foyot, Jean Feltain et Maison Durk        | 13-4  | Christian Perret, Romain Fournie et Peter Schroll   |

| Equipe                                              | Score | Equipe                                            |
| --------------------------------------------------- | ----- | ------------------------------------------------- |
| Bryan Faurel, Sony Faurel et Raymond-Georges Faurel | 13-11 | Christian Fazzino, Joseph Molinas et Kévin Malbec |
| David Riviera, Jérémy Fernandez et Mickaël Bonetto  | 13-5  | Gérard Delom, Pierre Benoni et Frédéric Cazes     |
| Kevin Prud'homme, Georges Feltain et Winter Claudy  | 13-8  | Pascal Milei, Philippe Zigler et Emmanuel Lucien  |
| Yohan Cousin, Jessy Tessier et Cédric Lefoll        | 13-9  | Jean-Marc Foyot, Jean Feltain et Maison Durk      |

| Equipe                                             | Score | Equipe                                              |
| -------------------------------------------------- | ----- | --------------------------------------------------- |
| David Riviera, Jérémy Fernandez et Mickaël Bonetto | 13-7  | Bryan Faurel, Sony Faurel et Raymond-Georges Faurel |
| Kevin Prud'homme, Georges Feltain et Winter Claudy | 13-8  | Yohan Cousin, Jessy Tessier et Cédric Lefoll        |

| Equipe                                             | Score | Equipe                                             |
| -------------------------------------------------- | ----- | -------------------------------------------------- |
| Kevin Prud'homme, Georges Feltain et Winter Claudy | 13-10 | David Riviera, Jérémy Fernandez et Mickaël Bonetto |

## Palmarès
| Catégorie                   | Vainqueur(s)                                            | Finaliste(s)                                          |
| --------------------------- | ------------------------------------------------------- | ----------------------------------------------------- |
| Triplette sénior masculin   | Kevin Prud'homme, Georges Feltain et Winter Claudy      | David Riviera, Jérémy Fernandez et Mickaël Bonetto    |
| Doublette sénior masculin   | Dylan Rocher et Henri Lacroix                           | Stéphane Dourlet et Marlon Hortica                    |
| Tête à tête sénior masculin | Michel Hatchadourian                                    | David Doerr                                           |
| Triplette sénior féminin    | Cindy Peyrot, Emilie Vignères et Audrey Bandiera        | Charlotte Darodes, Sandrine Poinsot et Audrey Viaules |
| Doublette sénior féminin    | Cindy Peyrot et Nadège Biau                             | Apolline Garrien et Chantal Salaris                   |
| Tête à tête sénior féminin  | Nadège Baussian                                         | Valérie Labrousse                                     |
| Doublette sénior mixte      | Emilie Dubouchaud et Christophe Trembleau               | Audrey Bandiera et Rocky Ratqueber                    |
| Triplette junior            | Enzo Danis, Ismael Seine et Isaïs Seine                 | Enzo Reyne, Théo Rey et Joris Guessas                 |
| Triplette cadet             | Gabriel Lasserre, Corentin Desclaux-Biz et Théo Lehmann | Enzo Forey, Maxime Bonnin et Julien Lacroix           |
| Triplette minime            | Milan Ajello, Hugo Rodriguez et Tylan Kapfer            | Juan Santiago, Giovanni Riviera et Dylan Dubois       |
| Triplette vétéran           | William Stohr, Christian Eckmann et Alain Farjon        | Norbert Richard, Michel Arnal et Samuel Simon Murcy   |